# Golden Bounty
Golden Bounty es una  variedad cultivar de manzano (Malus domestica). 
Criado alrededor de 1940 por A.C. Nash, Scutes Farm, Hastings, Sussex, Inglaterra. Las frutas tienen una pulpa firme y fina con un sabor rico y subácido.

## Historia
'Golden Bounty' es una variedad de manzana, desarrollada por el cruce de Cox's Orange Pippin x Emneth Early, conseguida por A. C. Nash, de "Scutes Farm", Hastings, Sussex, Inglaterra, alrededor de 1940.
'Golden Bounty' se cultiva en la National Fruit Collection con el número de accesión: 1961-041 y Accession name: Golden Bounty.

## Características
'Golden Bounty' árbol de extensión erguidovertical, de vigor moderado. Tiene un tiempo de floración que comienza a partir del 9 de mayo con el 10% de floración, para el 13 de mayo tiene una floración completa (80%), y para el 20 de mayo tiene un 90% caída de pétalos.
'Golden Bounty' tiene una talla de fruto mediano; forma amplia cónica globosa, con una altura de 53,00 mm y una anchura de 67,00 mm; con nervaduras ausentes; epidermis con color de fondo amarillo, con un sobre color rojizo, importancia del sobre color alto, y patrón del sobre color rayado más oscuro, "russeting" (pardeamiento áspero superficial que presentan algunas variedades) débil; carne de color amarillento, suave. La carne es crujiente y jugosa, intensamente aromática. 
Forma
Su tiempo de recogida de cosecha se inicia a mediados de septiembre. Listo para la cosecha a partir de la primera mitad del período. Se conserva durante dos meses en cámara frigorífica.

## Usos
Una buena manzana de uso de postre fresca en mesa, y de sidra.

## Ploidismo
Diploide, auto estéril. Grupo de polinización: D, Día 13.